# Список президентов Камеруна
Президент Республики Камерун (фр. Président de la République du Cameroun, англ. President of the Republic of Cameroon) — глава государства Камерун. Пост президента был установлен 5 мая 1960 года, до этого с момента провозглашения независимости Французского Камеруна 1 января 1960 года главой государства (фр. Chef d'état) был действующий премьер-министр Камеруна, подопечной территории ООН под управлением Франции, получившей 16 апреля 1957 года статус автономного государства (фр. État du Cameroun, или автономной республики — фр. République Autonome du Cameroun). Дополнительно показаны лица, претендующие на положение главы самопровозглашённой сепаратистской Федеративной Республики Амбазония ().
В списке принято выделение периодов в соответствии с официальным наименованием государства. Отчасти это совпадает с принятым в историографии выделением периодов действия республиканских конституций (по аналогии с выделением периодов истории Французской республики):
- Первая республика (фр. La 1re république du Cameroun) — Конституция 4 марта 1960 года[1];
- Вторая республика (фр. La 2e république du Cameroun) — Конституция 1 сентября 1961 года (федеративная)[2];
- Третья республика (фр. La 3e république du Cameroun) — Конституция 9 июня 1972 года (унитарная)[3];
- Четвёртая республика (фр. La 4e république du Cameroun) — Конституция 17 января 1996 года[4].

В настоящее время государство возглавляет избираемый на семилетний срок без ограничения возможности переизбрания Президент Республики Камерун (фр. Président de la République du Cameroun, англ. President of the Republic of Cameroon). В действующей конституции, принятой в 1994 году, посту президента посвящена глава 1 части 2, по которой президент является главой государства, олицетворяет национальное единство, определяет политику нации, следит за соблюдением Конституции, посредством своего арбитража он обеспечивает  функционирование государственных органов, является гарантом национальной независимости, территориальной целостности, постоянства и преемственности государства, соблюдения международных договоров и соглашений. Президент обладает полномочиями определять политику правительства, давать правительству и премьер-министру обязательные к исполнению указания, по своему усмотрению назначает и отрешает от должности как премьер-министра, так и членов правительства.
Согласно пункта 3 статьи 1 Конституции, официальными языками страны являются французский и английский, в связи с чем наименования государства и государственных должностей приведены на этих языках. Личные имена персон приведены на французском языке как принадлежащие франкофонам.
Применённая в первом столбце таблиц нумерация является условной. Также условным является использование в первых столбцах цветовой заливки, служащей для упрощения восприятия принадлежности лиц к различным политическим силам без необходимости обращения к столбцу, отражающему партийную принадлежность. Последовательные периоды формирования правительства одним лицом (например, каденции Поля Бийи с 1984 года по настоящее время) не разделены. В столбце «Выборы» отражены состоявшиеся выборные процедуры или иные основания, по которым лицо стало главой государства.

## Республика Камерун (1960—1961)
После провозглашения независимости Республики Камерун (фр. République du Cameroun) 1 января 1960 года её главой (фр. Chef d'état) стал действующий президент Совета (правительства) Ахмаду Ахиджо, который после проведения 10 апреля 1960 года успешных для возглавляемого им Камерунского союза парламентских выборов, принял 5 мая 1960 года президентскую присягу в Национальном собрании, в соответствии с Конституцией, одобренной на прошедшем 21 февраля 1960 года референдуме.
|        | Портрет    | Имя (годы жизни)                                                | Полномочия     | Полномочия              | Партия           | Должность                         | Пр.                  |
| Начало | Портрет    | Имя (годы жизни)                                                | Окончание      |                         | Партия           | Должность                         | Пр.                  |
| ------ | ---------- | --------------------------------------------------------------- | -------------- | ----------------------- | ---------------- | --------------------------------- | -------------------- |
| —      |            | Ахмаду Бабатура Ахиджо (1924—1989) фр. Ahmadou Babatoura Ahidjo | 1 января 1960  | 5 мая 1960              | Камерунский союз | глава государства фр. Chef d'état | [ 11 ] [ 12 ] [ 13 ] |
| 1 (I)  | 5 мая 1960 | Ахмаду Бабатура Ахиджо (1924—1989) фр. Ahmadou Babatoura Ahidjo | 1 октября 1961 | президент фр. Président | Камерунский союз |                                   | [ 11 ] [ 12 ] [ 13 ] |

## Федеративная Республика Камерун (1961—1972)
По результатам организованного ООН 11 февраля 1961 года референдума Южный Камерун, являвшийся частью Британского Камеруна, подопечной территорией ООН под управлением Великобритании, вошёл в состав Камеруна в соответствии с резолюцией Генеральной ассамблеи ООН № 1608, принятой 21 апреля 1961 года. Объединение произошло 1 октября 1961 года путём провозглашения Федеративной Республики Камерун (фр. République Fédérale du Cameroun, англ. Federal Republic of Cameroon) на основе принятой 1 сентября федеральной конституции, по которой страна объединила две части, сохранявшие самостоятельное правительственное администрирование — Восточный Камерун (бывшую франкоязычную Республику Камерун) и Западный Камерун (бывший англоязычный Южный Камерун). Полномочия президента сохранил за собой Ахмаду Бабатура Ахиджо (позже, в 1965 и 1970 годах он победил на безальтернативных президентских выборах); в Восточном и Западном Камеруне продолжили работу их правительства, при этом премьер-министр Западного Камеруна одновременно стал вице-президентом страны. После слияния в 1966 году Камерунского союза и Камерунской национально-демократической партии в Камерунский национальный союз в стране установилась однопартийная система власти.
|           | Портрет                       | Имя (годы жизни)                                                | Полномочия     | Полномочия  | Партия           | Выборы      | Пр.                  |
| Начало    | Портрет                       | Имя (годы жизни)                                                | Окончание      |             | Партия           | Выборы      | Пр.                  |
| --------- | ----------------------------- | --------------------------------------------------------------- | -------------- | ----------- | ---------------- | ----------- | -------------------- |
| 1 (I—III) |                               | Ахмаду Бабатура Ахиджо (1924—1989) фр. Ahmadou Babatoura Ahidjo | 1 октября 1961 | 2 июня 1972 | Камерунский союз | [ комм. 4 ] | [ 11 ] [ 12 ] [ 13 ] |
| 1 (I—III) | 1965                          | Ахмаду Бабатура Ахиджо (1924—1989) фр. Ahmadou Babatoura Ahidjo | 1 октября 1961 | 2 июня 1972 | Камерунский союз |             | [ 11 ] [ 12 ] [ 13 ] |
|           | Камерунский национальный союз | Ахмаду Бабатура Ахиджо (1924—1989) фр. Ahmadou Babatoura Ahidjo | 1 октября 1961 | 2 июня 1972 |                  |             | [ 11 ] [ 12 ] [ 13 ] |
| 1970      |                               | Ахмаду Бабатура Ахиджо (1924—1989) фр. Ahmadou Babatoura Ahidjo | 1 октября 1961 | 2 июня 1972 |                  |             | [ 11 ] [ 12 ] [ 13 ] |

## Объединённая Республика Камерун (1972—1984)
20 мая 1972 года состоялся инициированный президентом Ахмаду Ахиджо референдум о преобразовании Федеративной Республики Камерун в унитарное государство. По его результатам 2 июня была провозглашена Объединённая Республика Камерун (фр. République unie du Cameroun, англ. United Republic of Cameroon). Деятельность действовавших в её частях отдельных правительств было прекращена, однако пост премьер-министра объединённого правительства не был создан, и до 30 июня 1975 года кабинет находился под прямым президентским управлением; 25 января 1984 года президент восстановил прямое управление правительством, вновь упразднив пост его главы.
После отставки Ахмаду Ахиджо 6 ноября 1982 года в порядке конституционной преемственности президентом стал премьер-министр Поль Бийя, что до настоящего времени остаётся единственной сменой главы государства в истории страны.
|           | Портрет | Имя (годы жизни)                                                                                          | Полномочия    | Полномочия     | Партия                        | Выборы      | Пр.                         |
| Начало    | Портрет | Имя (годы жизни)                                                                                          | Окончание     |                | Партия                        | Выборы      | Пр.                         |
| --------- | ------- | --- | ------------- | -------------- | ----------------------------- | ----------- | --------------------------- |
| 1 (III—V) |         | Ахмаду Бабатура Ахиджо (1924—1989) фр. Ahmadou Babatoura Ahidjo                                           | 2 июня 1972   | 6 ноября 1982  | Камерунский национальный союз | [ комм. 4 ] | [ 11 ] [ 12 ] [ 13 ]        |
| 1 (III—V) | 1975    | Ахмаду Бабатура Ахиджо (1924—1989) фр. Ahmadou Babatoura Ahidjo                                           | 2 июня 1972   | 6 ноября 1982  | Камерунский национальный союз |             | [ 11 ] [ 12 ] [ 13 ]        |
| 1 (III—V) | 1980    | Ахмаду Бабатура Ахиджо (1924—1989) фр. Ahmadou Babatoura Ahidjo                                           | 2 июня 1972   | 6 ноября 1982  | Камерунский национальный союз |             | [ 11 ] [ 12 ] [ 13 ]        |
| 2 (I)     |         | Поль Бийя (1933—) фр. Paul Biya урожд. Поль-Бартелеми Бийя би Мвондо фр. Paul Barthélemy Biya'a bi Mvondo | 6 ноября 1982 | 4 февраля 1984 | Камерунский национальный союз | [ комм. 8 ] | [ 19 ] [ 20 ] [ 21 ] [ 22 ] |

## Республика Камерун (с 1984)
24 февраля 1984 года официальное наименование страны было вновь изменено на Республика Камерун (фр. République du Cameroun, англ. Republic of Cameroon). В 1992 году была восстановлена многопартийная система, в выборах президента стали принимать участие альтернативные кандидаты.
Одной из целей переименования была формальная ликвидация напоминания о прошлом разделении страны, в связи с обострением сепаратизма в её западной англоязычной части (бывшего Южного Камеруна), где 1 октября 2017 года была провозглашена независимость Федеративной Республики Амбазония (англ. Federal Republic of Ambazonia) и начата вооружённая борьба Сил самообороны Амбазонии с центральным правительством.
|             | Портрет       | Имя (годы жизни)                                                                                          | Полномочия     | Полномочия  | Партия                                                                        | Выборы | Пр.                         |
| Начало      | Портрет       | Имя (годы жизни)                                                                                          | Окончание      |             | Партия                                                                        | Выборы | Пр.                         |
| ----------- | ------------- | --- | -------------- | ----------- | ----------------------------------------------------------------------------- | ------ | --------------------------- |
| 2 (II—VIII) |               | Поль Бийя (1933—) фр. Paul Biya урожд. Поль-Бартелеми Бийя би Мвондо фр. Paul Barthélemy Biya'a bi Mvondo | 4 февраля 1984 | 13 мая 1988 | Камерунский национальный союз → Камерунское народное демократическое движение | 1984   | [ 19 ] [ 20 ] [ 21 ] [ 22 ] |
| 2 (II—VIII) | 13 мая 1988   | Поль Бийя (1933—) фр. Paul Biya урожд. Поль-Бартелеми Бийя би Мвондо фр. Paul Barthélemy Biya'a bi Mvondo | 3 ноября 1992  | 1988        | Камерунский национальный союз → Камерунское народное демократическое движение |        | [ 19 ] [ 20 ] [ 21 ] [ 22 ] |
| 2 (II—VIII) | 3 ноября 1992 | Поль Бийя (1933—) фр. Paul Biya урожд. Поль-Бартелеми Бийя би Мвондо фр. Paul Barthélemy Biya'a bi Mvondo | 3 ноября 1997  | 1992        | Камерунский национальный союз → Камерунское народное демократическое движение |        | [ 19 ] [ 20 ] [ 21 ] [ 22 ] |
| 2 (II—VIII) | 3 ноября 1997 | Поль Бийя (1933—) фр. Paul Biya урожд. Поль-Бартелеми Бийя би Мвондо фр. Paul Barthélemy Biya'a bi Mvondo | 3 ноября 2004  | 1997        | Камерунский национальный союз → Камерунское народное демократическое движение |        | [ 19 ] [ 20 ] [ 21 ] [ 22 ] |
| 2 (II—VIII) | 3 ноября 2004 | Поль Бийя (1933—) фр. Paul Biya урожд. Поль-Бартелеми Бийя би Мвондо фр. Paul Barthélemy Biya'a bi Mvondo | 3 ноября 2011  | 2004        | Камерунский национальный союз → Камерунское народное демократическое движение |        | [ 19 ] [ 20 ] [ 21 ] [ 22 ] |
| 2 (II—VIII) | 3 ноября 2011 | Поль Бийя (1933—) фр. Paul Biya урожд. Поль-Бартелеми Бийя би Мвондо фр. Paul Barthélemy Biya'a bi Mvondo | 6 ноября 2018  | 2011        | Камерунский национальный союз → Камерунское народное демократическое движение |        | [ 19 ] [ 20 ] [ 21 ] [ 22 ] |
| 2 (II—VIII) | 6 ноября 2018 | Поль Бийя (1933—) фр. Paul Biya урожд. Поль-Бартелеми Бийя би Мвондо фр. Paul Barthélemy Biya'a bi Mvondo | действующий    | 2018        | Камерунский национальный союз → Камерунское народное демократическое движение |        | [ 19 ] [ 20 ] [ 21 ] [ 22 ] |

### Федеративная Республика Амбазония
Независимость Федеративной Республики Амбазония (англ. Federal Republic of Ambazonia) была провозглашена 1 октября 2017 года сепаратистами, выступающими за отделение бывшего Южного Камеруна от Республики Камерун. Их лидер Сисику Юлиус Аюк Табе был провозглашён временным президентом самопровозглашённого государства. После его ареста 5 января 2018 года в столице Нигерии Абудже 26 января он был экстрадирован в Камерун, где находится в заключении.
4 февраля 2018 года расширенной коллегией выборщиков, состоящей из остающихся на свободе членов кабинета министров, представителей диаспоры и регионов, исполняющим обязанности президента был избран Самуэль Икоме Сако. В датированном 2 мая 2019 года письме из тюрьмы Аюк Табе заявил о роспуске временного правительства Самуэля Сако и восстановлении полномочий своего кабинета, работавшего до его ареста. Это не было признано Сако, заявившего о своём должном избрании и нелегитимности полномочий находящегося под стражей лица, и спровоцировало политический кризис. В ноябре 2019 года члены временного правительства избрали Сако на двухлетний срок полномочий, придав кабинету статус постоянного органа.
В феврале 2022 года Сако приказал приостановить работу Совета по восстановлению Амбазонии, считающегося законодательным органом, который встречно объявил ему импичмент, что усугубило кризис руководства. Вторая стратегическая конференция заинтересованных сторон Амбазонии, состоявшаяся 10—13 марта 2022 года в столице США, преобразовала Совет по восстановлению во временную Палату представителей, избираемую от всех 13 округов Амбазонии, и подтвердила поддержку Сако в качестве президента Амбазонии, однако сам Совет по восстановлению ещё при вынесении импичмента Сако объявил об избрании на пост президента Марианты Нджомии. 10 сентября 2022 года ещё один представитель Временного правительства Крис Ану заявил о своём избрании президентом Амбазонии, что увеличило число соперничающих лидеров до четырёх.